# Eofusulina
Eofusulina es un género de foraminífero bentónico de la subfamilia Eofusulininae, de la familia Fusulinidae, de la superfamilia Fusulinoidea, del suborden Fusulinina y del orden Fusulinida. Su especie tipo es Fusulina triangula. Su rango cronoestratigráfico abarca el Moscoviense inferior (Carbonífero superior).

## Discusión
Clasificaciones más recientes incluyen Eofusulina en la subclase Fusulinana de la clase Fusulinata.

## Clasificación
Eofusulina incluye a las siguientes especies:
- Eofusulina binominata †
- Eofusulina compacta †
- Eofusulina fenghuangshanensis †
- Eofusulina figurata †
- Eofusulina hamiensis †
- Eofusulina inusitata †
- Eofusulina longipertica †
- Eofusulina macra †
- Eofusulina megatriangula †
- Eofusulina pullata †
- Eofusulina spiroides †
- Eofusulina triangula †
  - Eofusulina triangula gissarica †
  - Eofusulina triangula minima †
- Eofusulina trianguliformis †
- Eofusulina xinjiangensis †

Otra especie considerada en Eofusulina es:
- Eofusulina dualis †, de posición genérica incierta

En Fusulina se ha considerado el siguiente subgénero:
- Eofusulina (Paraeofusulina), aceptado como género Paraeofusulina